# EMD E1
A EMD E1 ou EMC E-1 foi uma locomotiva diesel-elétrica para transporte de passageiros, que desenvolvia 1,800 Hp e possuía um arranjo de rodeiros A1A-A1A. Fabricada pela Electro-Motive Corporation de La Grange, Illinois, EUA construída entre 1937 e 1938 para a Atchison, Topeka and Santa Fe Railway (ATSF) na intenção de criar um novo segmento de locomotivas padronizadas a diesel. Oito unidades principais chamadas de A Unit foram construídas e mais três unidades secundárias de apoio chamadas de B Unit. As três primeiras locomotivas na configuração AB (principal e secundária), foram entregues para a ferrovia ATSF elas foram utilizadas na linha Super Chief da ferrovia e as demais locomotivas designadas na configuração A (só a unidade principal) para trens menores. Estas locomotivas possuíam dois motores Winton 201-A de 900 Hp. A E1 foi o segundo modelo na longa linha de locomotivas de passageiros a diesel de design similar conhecidas como "EMD E-Units".